# Anton Malatinský Stadion
Az Anton Malatinský Stadion egy futballstadion Nagyszombaton, amely az FC Spartak Trnava nevű futballklub otthona. Befogadóképessége 18 200 fő, mellyel a Tehelné pole után a második legnagyobb szlovákiai futballstadion.

## Története
Az eredeti stadion helyett 2013 és 2015 között épült fel az új nagyszombati aréna, amelyet 2015. augusztus 22-én avattak fel. A nyitómérkőzésen a Spartak Trnava 2-0-ás vereséget szenvedett a brazil Athletico Paranaense csapatától. A legelső bajnoki mérkőzés a stadionban nyolc nappal később, augusztus 30-án volt, ahol a Nagyszombat 2-0-ra legyőzte az MŠK Žilina csapatát. 
A stadion emellett számtalan válogatott mérkőzésnek adott otthont.

## Galéria
- A Spartak Trnava szurkolói a stadionban
- A Spartak szurkolói az FK AS Trenčín elleni meccsen 2018-ban